# Leismühl
Leismühl ist ein Ortsteil der Gemeinde Dietramszell im oberbayerischen Landkreis Bad Tölz-Wolfratshausen.

## Geografie
Der Weiler liegt zwei Kilometer westlich des Hauptortes und gehörte bereits vor der Gebietsreform in Bayern zu Dietramszell.  

## Einwohner
1871 wohnten im Ort neun Personen, bei der Volkszählung 1987 wurden ebenfalls neun Einwohner registriert.

## Baudenkmal
Eingetragene Baudenkmäler bestehen in dem Weiler nicht.